# ゼッキーノ

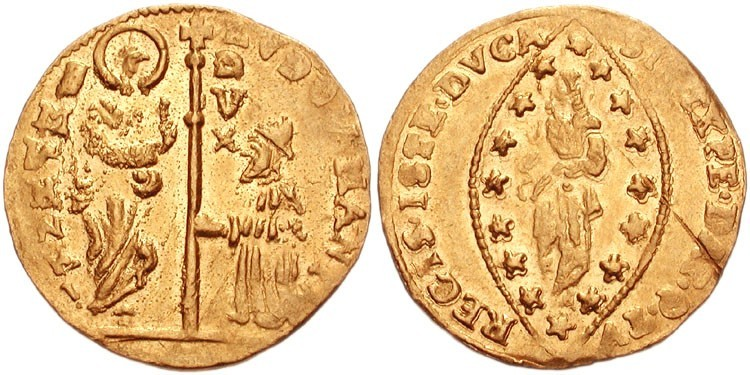
ヴェネツィア最後のドージェ、ルドヴィーコ・マニンのゼッキーノ

ゼッキーノ (Zecchino) は、ヴェネツィアの金貨でフィレンツェのフィオリーノと同じ重さである。1284年からヴェネツィア共和国で発行されていた。またドゥカートという名前でも知られていた。
フランチェスコ・ヴェニエル総督(1554年 – 1559年) により、当初一般的にゼッキーノと呼ばれた。この時期には7リラ12ソルドの価値があった。
分割された半ゼッキーノや4分の1ゼッキーノ、まとめられた2、3、10、12、100ゼッキーノなどが発行された
共和国の滅亡後は皇帝フランツ2世の名前でオーストリアから発行された。
表面にはドージェが聖マルコに跪いていて、裏面はキリストが描かれている。
ヴェネトのゼッキーノの金含有量は時代によってまちまちであったが、平均3.494から3.559グラムの重量で純金であった。(997‰)
17世紀の初めのヴェネツィアにおいて、10リラの価値の1ゼッキーノ銀貨(Zecchino d'argento)が鋳造された。

## 他のゼッキーノ
イタリアにおいて、ルッカ（1572年）、ジェノヴァ（1718年）、ローマ、ボローニャなどの鋳造所で、この名前で貨幣が発行された。
トスカーナでもカルロ・エマヌエーレ3世やマリア・テレジアによりロンバルディア用に発行された。

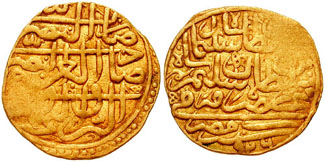
スレイマン1世 のゼッキーノ(1520年)

貨幣はロードス騎士団やマルタ騎士団や中東のキリスト諸国にも使われた。
さらにこの名前は1478年頃にはオスマン帝国の貨幣にまで持ち込まれた。